# Premi de la Crítica José Luis Guarner
El Premi de la Crítica José Luis Guarner és un premi lliurat en el marc del Festival Internacional de Cinema de Catalunya, abans Festival Internacional de Cinema Fantàstic de Sitges, que se celebra cada octubre a la ciutat de Sitges (Garraf). És concedit per l'Associació Catalana de Crítics i Escriptors Cinematogràfics (ACCEC) a la que consideren millor pel·lícula de la Secció Oficial Fantàstic del Festival de Sitges. Des de l'edició del 1994 rep el nom actual en homenatge al crític de cinema i impulsor del festival José Luis Guarner, mort el 1993.

## Guardonats
| Any  | Pel·lícula                                            | Director                                | País          | Referència |
| ---- | ----------------------------------------------------- | --------------------------------------- | ------------- | ---------- |
| 1994 | 71 Fragmente einer Chronologie des Zufalls            | Michael Haneke                          | Alemanya      | [ 3 ]      |
| 1995 | El convent                                            | Manoel de Oliveira                      | Portugal      | [ 4 ]      |
| 1996 | Gabbeh                                                | Mohsen Makhmalbaf                       | Iran          | [ 5 ]      |
| 1997 | Tren d'ombres                                         | José Luis Guerín                        | Espanya       | [ 6 ]      |
| 1998 | L'arbre de les cireres                                | Marc Recha                              | Espanya       | [ 7 ]      |
| 1999 | Mones com la Becky                                    | Joaquim Jordà i Núria Villazán          | Espanya       | [ 8 ]      |
| 2000 | Memento                                               | Christopher Nolan                       | Estats Units  | [ 9 ]      |
| 2001 | Kairo                                                 | Kiyoshi Kurosawa                        | Japó          | [ 10 ]     |
| 2002 | Demonlover                                            | Olivier Assayas                         | França        | [ 11 ]     |
| 2003 | Le Temps du loup                                      | Michael Haneke                          | França        | [ 12 ]     |
| 2003 | Twentynine Palms Menció especial                      | Bruno Dumont                            | França        |            |
| 2004 | Oldboy                                                | Park Chan-wook                          | Corea del Sud | [ 13 ]     |
| 2005 | El sabor de la síndria                                | Tsai Ming-liang                         | Taiwan        | [ 14 ]     |
| 2006 | Requiem                                               | Hans-Christian Schmid                   | Alemanya      | [ 15 ]     |
| 2007 | REC                                                   | Jaume Balagueró i Paco Plaza            | Espanya       | [ 16 ]     |
| 2008 | The Sky Crawlers                                      | Mamoru Oshii                            | Japó          | [ 17 ]     |
| 2009 | Els últims dies del món                               | Arnaud i Jean-Marie Larrieu             | França        | [ 18 ]     |
| 2010 | L'oncle Boonmee, que recorda les seves vides passades | Apichatpong Weerasethakul               | Tailàndia     | [ 19 ]     |
| 2011 | Attack The Block                                      | Joe Cornish                             | Regne Unit    | [ 20 ]     |
| 2012 | Holy Motors                                           | Leos Carax                              | França        | [ 21 ]     |
| 2012 | Berberian Sound Studio Menció especial                | Peter Strickland                        | Regne Unit    | [ 21 ]     |
| 2013 | The Congress                                          | Ari Folman                              | Israel        | [ 22 ]     |
| 2014 | Ich seh Ich seh                                       | Veronika Franz i Severin Fiala          | Àustria       | [ 23 ]     |
| 2015 | Bone Tomahawk                                         | S. Craig Zahler                         | Estats Units  | [ 24 ]     |
| 2016 | The Neon Demon                                        | Nicolas Winding Refn                    | Dinamarca     | [ 25 ]     |
| 2017 | As Boas Maneiras                                      | Marco Dutra i Juliana Rojas             | Brasil        | [ 26 ]     |
| 2017 | The Killing of a Sacred Deer                          | Iorgos Lànthimos                        | Regne Unit    | [ 27 ]     |
| 2018 | Lazzaro felice                                        | Alice Rohrwacher                        | Itàlia        | [ 28 ]     |
| 2019 | Bacurau                                               | Juliano Dornelles Kleber Mendonça Filho | Brasil        | [ 29 ]     |
| 2020 | Teddy                                                 | Ludovic i Zoran Boukherma               | França        | [ 30 ]     |
| 2021 | After Blue (Paradis sale)                             | Bertrand Mandico                        | França        | [ 31 ]     |
| 2021 | Mad God                                               | Phil Tippett                            | Estats Units  |            |
| 2022 | Something in the Dirt                                 | Justin Benson i Aaron Moorhead          | Estats Units  | [ 32 ]     |
| 2023 | Die Theorie von Allem                                 | Timm Kröger                             | Alemanya      | [ 33 ]     |
| 2024 | El bany del diable                                    | Veronika Franz i Severin Fiala          | Àustria       | [ 34 ]     |